# نیکلاسویل (کنتاکی)
نیکلاسویل (به انگلیسی: Nicholasville) شهری در ایالت کنتاکی کشور ایالات متحده آمریکا است که جمعیت آن در سرشماری سال ۲۰۱۰ میلادی، ۲۸٬۰۱۵ نفر بوده‌است.